# Tjänstepensionsförsäkring
En tjänstepensionsförsäkring är en försäkringslösning för att trygga (säkerställa framtida utbetalning av) en tjänstepension. Den kan tecknas av arbetsgivaren till förmån för arbetstagaren, eller tecknas av arbetstagaren, men då betalas av arbetsgivaren. I sitt upplägg är tjänstepensionsförsäkringen en form av livförsäkring och får meddelas av livförsäkringsbolag och tjänstepensionskassor. För den stora massan av tjänstepensionsförsäkringstagare gör arbetstagaren ett val av tjänstepensionsinstitut via en så kallad valcentral. Valcentralens uppgift är att administrera val av tjänstpensionstut åt fackförbunden. Sverige är ett av få länder där försäkringslösning används för att trygga tjänstepensioner.